# Empis kondaraensis
Empis kondaraensis är en tvåvingeart som beskrevs av Igor Shamshev 2006. Empis kondaraensis ingår i släktet Empis och familjen dansflugor. Inga underarter finns listade i Catalogue of Life.